# 10 Pułk Artylerii Lekkiej (PSZ)
10 Pułk Artylerii Lekkiej (10 pal) – oddział artylerii lekkiej Polskich Sił Zbrojnych w ZSRR i na Bliskim Wschodzie.

## W ZSRR
19 stycznia 1942 w Ługowaja zorganizowane zostały zawiązki oddziałów 10 Dywizji Piechoty. 13 stycznia do miejscowości Ługowaja, w obwodzie dżambulskim (Kazachska Socjalistyczna Republika Radziecka), gdzie miała być formowana 10 DP wyjechał zawiązek 10 Pułku Artylerii Lekkiej liczący 12 oficerów i 35 podoficerów. 21 stycznia 1942 zorganizowano odprawę w nowym miejscu postoju. Dzień ten uznano za datę powstania pułku. Pierwszy rozkaz 10 pal wydany został 29 stycznia i zawierał obsadę kadrową pułku. Rozpoczęło się szkolenie nowo przybyłych żołnierzy. Ponieważ pułk nie otrzymał uzbrojenia, zajęcia ograniczały się do musztry pieszej. 25 marca pułk opuścił Ługowaja i 31 marca zaokrętował się w Krasnowodsku na statek „Agamali Ogły”.

## Na Bliskim Wschodzie
1 kwietnia pułk przypłynął do portu Pahlevi w Iranie. Wraz z pułkiem przybyło do Iranu 130 osób cywilnych, głównie rodziny żołnierzy.
13 kwietnia pułk zmienia miejsce postoju i przez terytorium Iraku udał się do Palestyny. 27 kwietnia pułk przybył do Gedery w Palestynie i po krótkim odpoczynku przeniesiony został do obozu Bush-shit, pozostając w nim do 8 maja. Ponowna zmiana miejsca postoju na Quastina związana była z reorganizacją pułku. 6 maja 1942 10 pal przemianowany został na 3 Karpacki Pułk Artylerii Lekkiej.

## Obsada etatowa
Dowódcy pułku:
ppłk Leon Bukojemski-Nałęcz
ppłk Stefan Swinarski
- dowódca I dyonu – mjr Alfred Milewski[3]
- dowódca II dyonu – kpt. Jerzy Janasiewicz (jednocześnie pełnił funkcję kwatermistrza)[3]